# برناردو برو
برناردو برو (بالإسبانية: Bernardo Prudencio Berro) من مواليد ( 28 أبريل عام 1803 – 1868 م) هو سياسي من الأوروغواي ولد في مونتيفيديو.